# Chiesa di Santa Maria Maggiore (Cogoleto)
La chiesa di Santa Maria Maggiore è un luogo di culto cattolico situato nel comune di Cogoleto, in piazza della Chiesa, nella città metropolitana di Genova. La chiesa è sede della parrocchia omonima (consacrata l'11 aprile 1554) del vicariato di Cogoleto della diocesi di Savona-Noli.

## Storia

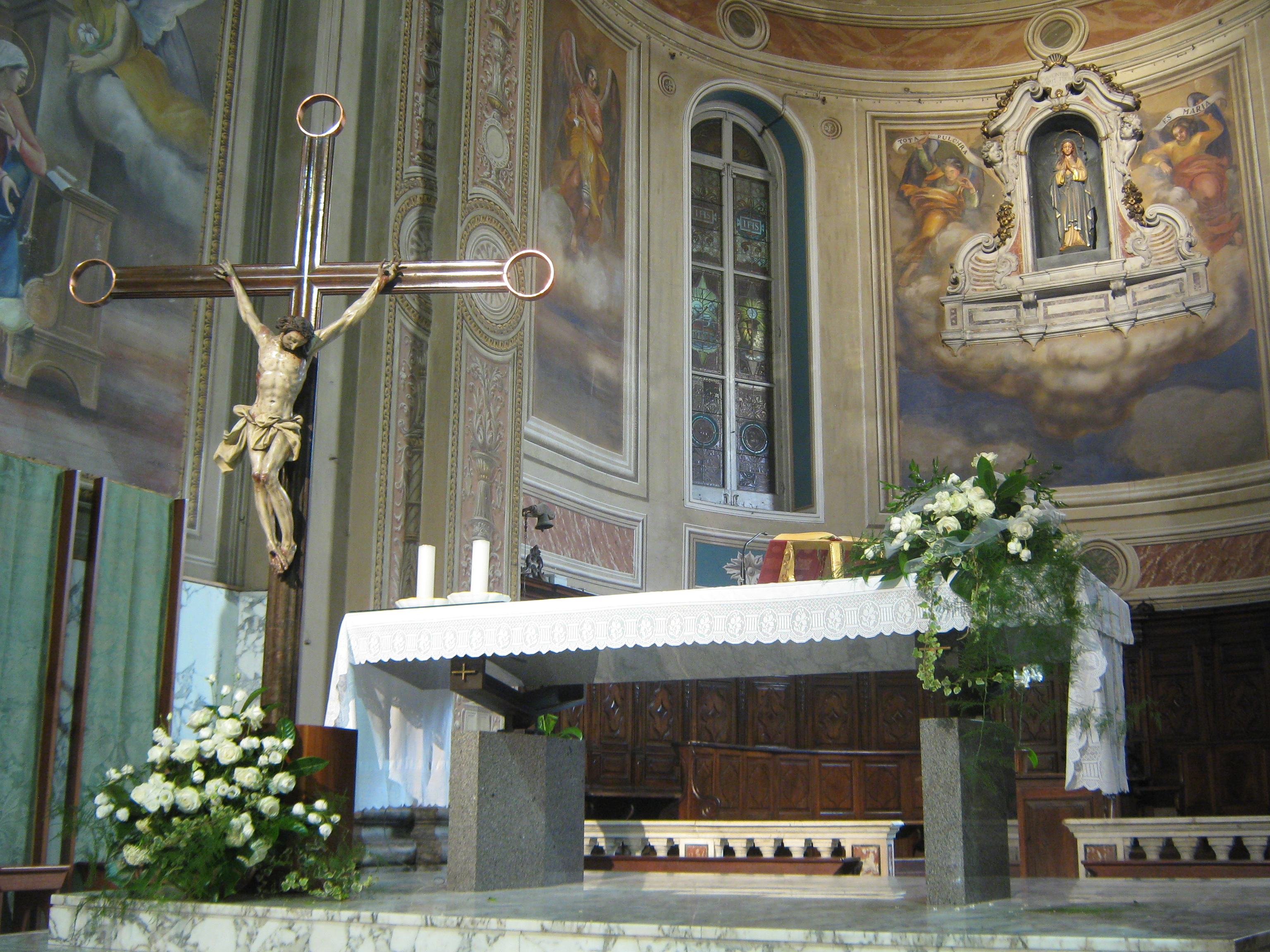
L'altare maggiore, a fianco il crocifisso e sopra il coro ligneo la nicchia con la Madonna

Si desume da un censo bollare, confermato da papa Adriano IV ai canonici di Acqui Terme, che già nel XII secolo a Cogoleto sorgeva una chiesa. Fra i diritti della loro chiesa figura un censum olei de Codoleto. È probabile che si tratti del censo gravante su una chiesa, poiché nel Medioevo le istituzioni religiose furono gravate di censi verso quelle da cui dipendevano.
I documenti più antichi che citano la chiesa di Santa Maria sono due: il testamento di Leonetta di Negro e quello di suor Aiguina.
Nel primo, più antico, Leonetta di Negro q. Ottolino, vedova di Marchesino Lercari, in data 24 aprile 1312 dispone lasciti per la chiesa di Santa Maria e per l'ospedale di Santa Maria Maddalena, entrambi in Cogoleto.
Nel secondo documento, risalente al 1308, suor Aiguina, del Terzo ordine di San Francesco, figlia del q. Guglielmo Bianco e vedova di Grimaldo Portino di Arenzano fa testamento nelle quali beneficiano le chiese di Santa Maria e San Giacomo di Cogoleto e Santi Nazario e Celso di Arenzano.
Si trovano altri lasciti testamentari, anche se non sono molti, che confermano l'esistenza della chiesa in questo periodo storico. Il 27 ottobre 1491 Manferda Trufa q. Guglielmo dà disposizioni per alcune messe nominando la chiesa. Il 26 novembre 1518 Tomasino Colombo dispone di essere sepolto nel cimitero di Santa Maria di Cogoleto, secondo gli usi del posto, facendo lasciti alla chiesa, 10 lire per ripararla e 5 lire alla casaccia di San Lorenzo.

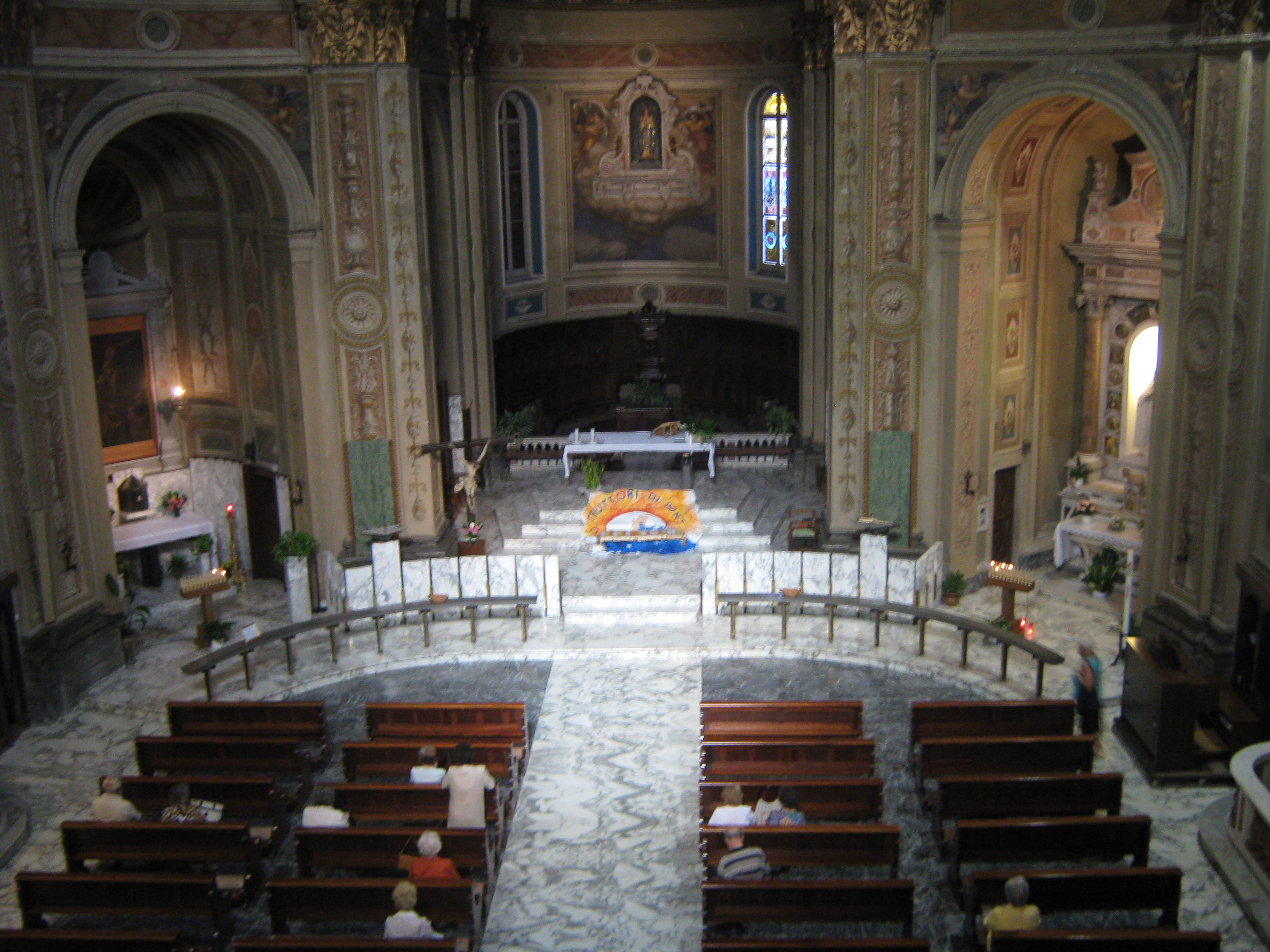
Particolare dell'interno

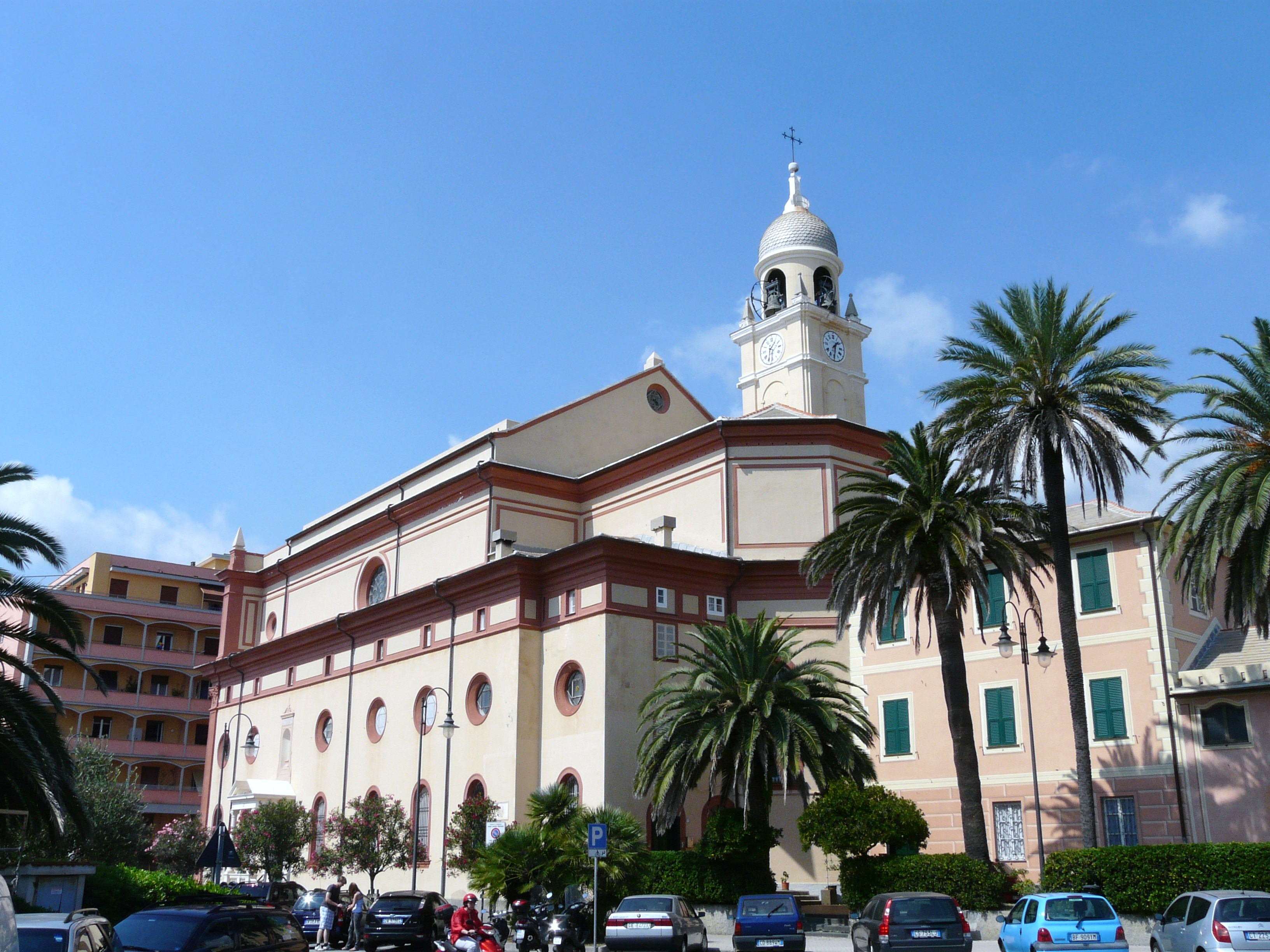
Il complesso laterale

In seguito ad un incontro tenutosi nella Curia di Savona, quest'ultima nel 1521 concesse i lavori per la riedificazione del coro della chiesa.
L'11 aprile 1554 la parrocchia fu consacrata dal vescovo di Brugnato Antonio de Comitibus, allora vicario generale del vescovo della diocesi di Savona. Nel 1585 la Santa Sede, a causa di circostanze straordinarie, dispose la visita di monsignor Nicolò Mascardi alla diocesi. Dal carteggio prodotto in tale occasione, ci furono alcune prescrizioni. Esse sono: «si tolgano i sedili dei privati cittadini», «si chiudano le finestre», «si fissi il bacile per l'acqua», «si doti il coro di sedili fissi e lo si orni», «si provveda un confessore aggiunto e non si odano confessioni fuori dal confessionale», «sia il tabernacolo fisso e chiuso a chiave», «si mettano cancelli al battistero», «si operi perché la mensa dell'altare maggiore sia più decente».
Il 10 aprile 1728 la popolazione rivolse una supplica al vescovo di Savona per poter celebrare la ricorrenza della consacrazione della parrocchia di Santa Maria e delle reliquie dei beati martiri Pietro da Verona e Biagio di Sebaste. Essa venne accolta positivamente.
Sino al 1837, non esistendo cimiteri, i morti venivano seppelliti in chiesa..
L'antica chiesa, costruita a tre navate, era lunga 35 metri, larga 16 e alta 14; constava di ventidue finestre e di dodici cappelle laterali provviste di porte che permettevano il passaggio da una cappella all'altra. In data 7 dicembre 1844 l'arciprete Pasquale Spotorno descrisse sia l'altare maggiore dedicato alla Santissima Vergine che gli altri altari che si trovavano all'interno delle cappelle. A cominciare dalla parte del Vangelo, il primo, della famiglia Colombo, era dedicato san Giovanni Battista, il secondo a san Giuseppe, il terzo a san Lorenzo martire, il quarto al Santissimo Crocifisso, il quinto in precedenza dedicato ad altro santo venne dedicato a san Isidoro agricola, il sesto alle anime purganti, il settimo all'Immacolata Concessione, l'ottavo all'Apparizione di Maria Santissima, il nono precedentemente dedicato a san Michele venne distrutto per aprire una porta laterale e l'icona fu donata alla chiesa di Sant'Ermete in Sciarborasca, il decimo a sant'Antonio da Padova, l'undicesimo a Nostra Signora Addolorata, il dodicesimo a Nostra Signora del Rosario, la cui immagine era coronata da quindici tavolette raffiguranti i misteri. Il reverendo Spotorno nota in quell'occasione la ridotta capienza della chiesa ma la giudica in complesso in buone condizioni.
La nuova chiesa, come la si vede attualmente, venne edificata nel 1877. Infatti la vecchia chiesa era diventata pericolante e insufficiente per accogliere tutta la popolazione per i riti sacri. Nel decidere il da farsi si optò per la costruzione di un nuovo edificio. Il progetto della nuova chiesa fu affidato all'architetto Maurizio Dufour, che svolse il suo incarico senza essere retribuito. Promotori della nuova chiesa furono il marchese Marcello Durazzo e l'arciprete G. Scarrone. Come lasciò scritto il sacerdote Antonio Giusti, tutta la popolazione di Cogoleto si prodigò per la migliore realizzazione dell'opera, che tanta parte ha avuto nella stessa profondendovi la propria fede, il proprio entusiasmo e la propria umanità.
Il 2 giugno 1878, costruite le opere murarie e il tetto della nuova chiesa, venne demolita definitivamente la vecchia, che, essendo più piccola, si veniva a trovare all'interno della nuova. Nel procedere ai lavori si assicurò una degna sistemazione all'altare della famiglia Colombo.

## Descrizione

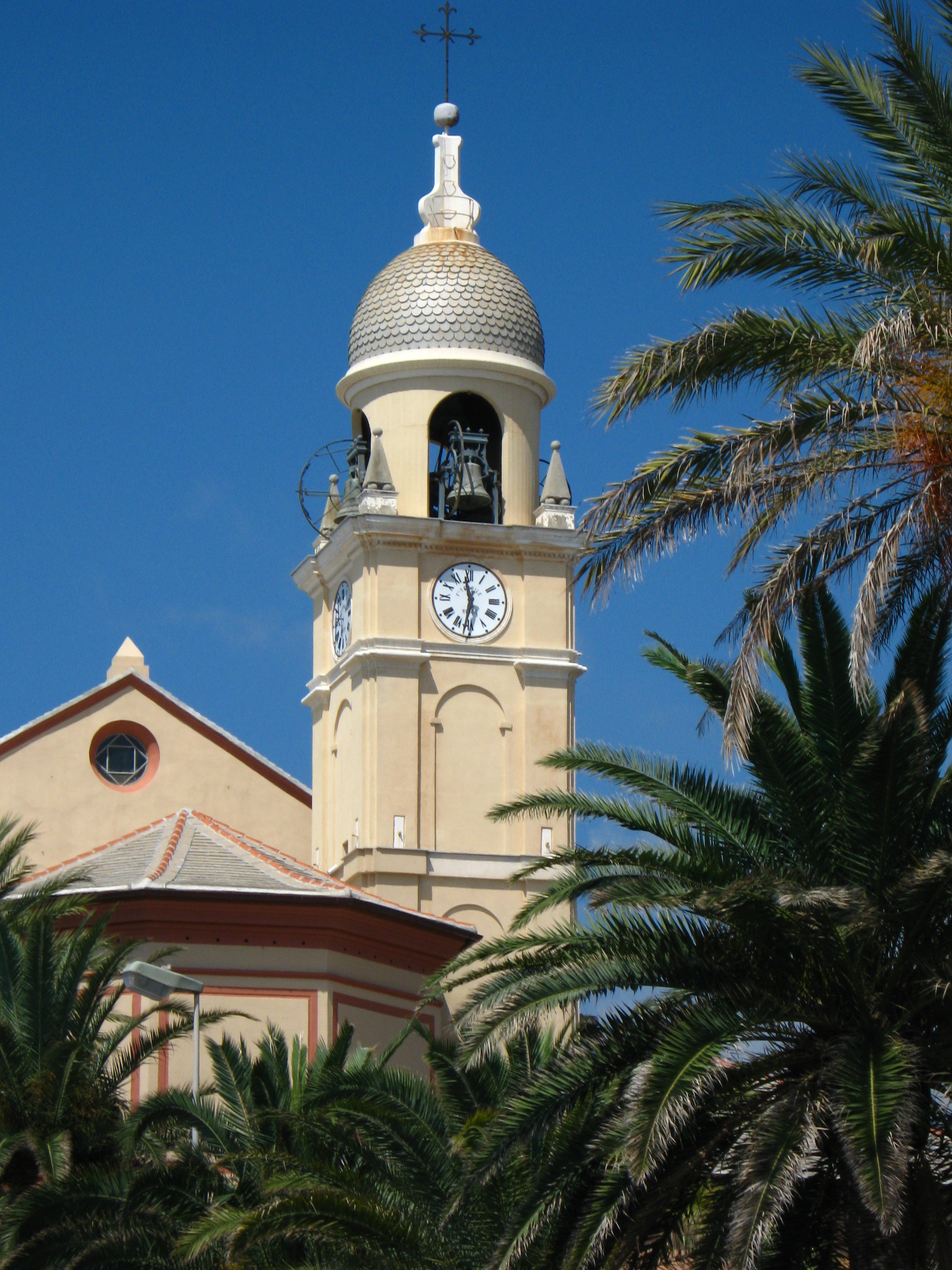
Il campanile

La chiesa è dedicata alla Natività di Santa Maria Santissima. All'esterno dell'edificio sono ancora oggi presenti le due iscrizioni che ricordano l'antico castello e i legami con i Colombo di Cogoleto e le tradizioni colombiane.
A partire dall'ingresso principale, sul lato sinistro vi è una prima cappella con una tela raffigurante La Sacra Famiglia con san Carlo Borromeo, già inventariata nel 1610 con il nome di san Carlo. La seconda ospita il Transito di san Giuseppe e i santi Antonio da Padova e Maria Maddalena (1642, restaurato nel 2014) di Orazio De Ferrari, mentre in quella accanto all'altare maggiore il tabernacolo è sovrastato da una Crocifissione di Cristo con la Madonna, Santa Maria Maddalena e San Giovanni Evangelista realizzato nei primi del XVII secolo.
Proseguendo sul lato sinistro, la cappella accanto al presbiterio è dedicata alla Madonna della Misericordia, raffigurata in una statua marmorea realizzata negli anni '70 da uno scultore carrarese, circondata da formelle in ceramica preesistenti, raffiguranti i 15 misteri del rosario. Quella centrale a destra è caratterizzata da un altare donato nel 1500 dai fratelli Antonio e Giovanni Colombo, della famiglia di Cristoforo Colombo, la quale ottenne il patronato della cappella, passato nel secolo successivo alla famiglia genovese degli Ansaldo. Alessandro (marito di Maria, ultima discendente della famiglia Colombo) e Agostino Ansaldo, proprietari di cartiere locali, con Stefano Ansaldo, padrone di cave di calce, ottenuto il consenso del vescovo savonese Pier Francesco durante la sua visita pastorale a Cogoleto nel 1603, commissionarono la Predicazione di san Giovanni Battista, olio su tela di Giovanni Carlone, che andava a sostituire una pala preesistente dedicata al medesimo santo. I membri della famiglia Ansaldo sono raffigurati nella tela del Carlone, restaurata nel 2019. Nell'ultima cappella a sinistra, accanto all'ingresso, un dipinto raffigura Santa Rita da Cascia; la cappella ospita inoltre la tomba del parroco Edoardo Del Buono (1872-1952).
Nel Battistero vi è una statua della Madonna dell'Apocalisse attribuibile ad Anton Maria Maragliano.
La volta è stata dipinta da Raffaele Albertella nel 1939, invece l'affresco del catino absidale, posto sopra il coro e raffigurante l'Incoronazione della Beata Vergine Maria, fu fatto eseguire dalla famiglia Ghigliotti ed è opera di Luigi De Servi.

### Organo
Nella chiesa è presente un organo a canne con sistema di trasmissione pneumatico tubolare costruito nel 1932 dalla ditta Pacifico Inzoli. Lo strumento consta di 27 registri reali ed è comandato da una consolle con due tastiere di 61 tasti ciascuna e con una pedaliera di 32 pedali. L'ultimo restauro è stato effettuato nel 2015.
Campane
Sul Campanile sono presenti 5 campane in Mi3 Maggiore, rifuse nel 1986 dalla fonderia Roberto Mazzola di Valduggia (VC),precedentemente vi erano 4 Camapane del 1868.
fonte: Ass.Genova Carillons Michele Mantero APS